# Packera zimapanica
Packera zimapanica là một loài thực vật có hoa trong họ Cúc. Loài này được (Hemsl.) C.C.Freeman & T.M.Barkley mô tả khoa học đầu tiên năm 1995.